# Lumpinee Boxing Stadium
Lumpinee Boxing Stadium (tajsko สนามเวทีมวยลุมพินี) je športna dvorana v Bangkogu, Tajska. Odprla se je desetletje pozneje kot dvorana Rajadamnern. Kraljeva tajska vojska vodi dvorano. Postala je simbol modernega tajskega boksa. Samo dvorana Rajadamnern tekmuje za prestižni naslov "Muay thai champion of Lumpinee". Točkovalni sistem in prvenstvo za naslov prvaka v kategoriji "Mini Flyweight" do "Super welterweight".
Muay Thai dvoboji se odvijajo ob torkih, sredah, petkih in sobotah. Dvoboji se ponavadi pričnejo ob 18:00. 
Glavni dogodek se je odvijal na prvotnem mestu, na Rama IV Road v bližini Lumphini parka 8 februarja 2014. Dvorana se je premestila na novo lokacijo na Ram Intra Road, ki sprejme do 5000 gledalcev. Prvi dvoboj v dvorani se je odvil 11 februarja 2014 in uradno odprtje dvorane je bilo 28 februarja 2014.